# Alpi della Bassa Austria
Le Alpi della Bassa Austria (in tedesco Niederösterreichische Nordalpen) sono una sezione delle Alpi. Secondo la classificazione SOIUSA, appartengono al settore delle Alpi Nord-orientali. La vetta più alta è il Hochstadl (1.919 m). 
Sono la sezione più a nord e ad est delle Alpi arrivando fino alle porte di Vienna. Interessano i land dell'Austria: Bassa Austria, Alta Austria e Stiria.

## Classificazione
Secondo la Partizione delle Alpi del 1926 questa sezione alpina era parte delle più ampie Alpi austriache.
Secondo la SOIUSA formano una sezione alpina a sé stante.
Secondo l'AVE sono la somma dei gruppi 21 (Alpi dell'Ybbstal), 22 (Alpi di Türnitz), 23 (Alpi di Gutenstein) e 24 (Selva Viennese) della classificazione.

## Suddivisione
Si possono suddividere in tre sottosezioni e otto supergruppi:
- Alpi di Türnitz
  - Monti di Türnitz
  - Monti di Texing
- Alpi dell'Ybbstal
  - Catena Zellerhut-Ötscher
  - Alpi di Lunz
  - Alpi di Höllenstein
  - Prealpi di Eisenwurzen
- Prealpi Orientali della Bassa Austria
  - Alpi di Gutenstein
  - Wienerwald.